# جمل (وحدة قياس)
جمل هي وحدة قياس للأوزان أستخدمت سابقًا في أفريقيًا وبشكل خاص لوزن المطاط المستخدم في التجارة في غينيا. وحدة الجمل هي جزء للقنطار، وكانت تسمى صمغ كاتار.
- 1 جمل = 1/5 القنطار = 195.8 كجم [2]